# Robert Schultzberg
Robert Schultzberg este un muzician născut pe 3 ianuarie 1975, la Geneva. Este jumătate suedez, jumătate britanic.

## Cariera
Prima trupă cunoscută în care Schultzberg a activat a fost Placebo. A ajuns să facă parte din trupă în urma propunerii fostului său coleg de școală, Stefan Olsdal, ca urmare a faptului că formația avea nevoie de un membru permanent (bateristul care îi ajutase până atunci la înregistrări, Steve Hewitt, făcea parte la vremea respectivă dintr-o altă trupă, Breed).
Cu el la baterie, Placebo au scos în 1995 primul lor single, „Bruise Pristine”, pe o compilație Fierce Panda, single despre care solistul Brian Molko își va aminti cu neplăcere mai târziu. După aceea, a urmat semnarea contractului cu Caroline Records, și înregistrarea albumului de debut.
Anterior lansării albumului pe piață, Placebo au mai scos trei single-uri: „Come Home”, „36 Degrees” și „Teenage Angst”; toate cele trei cântece au beneficiat de videoclip. Tot cu Schultzberg la baterie trupa avea să înregistreze și versiunea single a piesei „Nancy Boy”, precum și piesa „Slackerbitch”.
Relația dintre Molko și Schultzberg nu era însă una prea bună. Schultzberg a fost concediat pentru prima oară în septembrie 1995, dar a fost reangajat în vederea înregistrării single-ului „Bruise Pristine”. După o ceartă în august 1996, chiar înainte de primul lor show televizat, „The White Room”, Molko a decis că ar fi mai bine pentru trupă ca Schultzberg să plece. Olsdal și Schultzberg nu au avut niciun drept de opinie în această chestiune. Robert a propus să cânte împreună până la sfârșitul anului, pentru a promova albumul. În septembrie 1996, în timp ce se aflau în turneu în SUA, Schultzberg a fost informat că nu avea să participe la turneul din Germania care urma celui din SUA. La cererea managerului, el a mai participat totuși la două concerte în Paris după turneul din SUA.
După ce a părăsit trupa, Schultzberg a lucrat pentru o perioadă de timp ca muzician de studio. În 2002, a fondat, alături de producătorul Paul Epworth și de basistul Jon Meade o trupă, Lomax, cu care a scos în 2003 un album, numit A Symbol Of Modern Living, și trei single-uri. În 2004, trupa s-a destrămat.
Schultzberg este în prezent bateristul formației Rudeboy and Rascal.